# Jan van Hembyze
Jonker Jan van Hembyze (Gand, 9 luglio 1513 – Gand, 8 agosto 1584) è stato un politico belga, capo rivoluzionario calvinista e, dal 1577 al 1584, insieme a François van Ryhove a capo della Repubblica calvinista di Gand.

## Biografia
Di origini nobili, proveniva da una famiglia che si convertì dal cattolicesimo al calvinismo. A seguito delle proteste dei nobili e della borghesia calvinista di Gand dovute alla nomina avvenuta il 20 settembre 1577 di Philippe III de Croÿ a statolder delle Fiandre, insieme a van Ryhove prese la testa dei rivoluzionari andando a conquistare il condiglio comunale di Gand.
Sempre insieme a van Ryhove, il 28 ottobre 1577 assunse il controllo della contea delle Fiandre. Lo statolder Philippe III de Croÿ, il gran balivo di Gand e i vescovi di Bruges, Remi Drieux, e Ypres, Maarten Bouwens, furono arrestati. Il 1º novembre, a Bruxelles fu nominato un comitato di XVIII uomini guidato da Hembyze per governare la città. Hembyze era sostenuto nel suo terrore anti-cattolico da predicatori calvinisti quali Petrus Datheen e Herman Moded.
Inizialmente, i due leader di Gand, van Hembyze e van Ryhove, erano profondamente contrari alla pace religiosa sostenuta da Guglielmo d'Orange. La radicale protestantizzazione della città culminò nella metà di maggio 1578 nella cosiddetta Pinksterstorm (tempesta di Pentecoste) con il comitato dei XVIII governatori della città che orchestrò un'iconoclastia diretta contro monasteri e chiese cattoliche, perché, a loro avviso, i monaci vivevano in promiscuità omosessuale. Quando cinque monaci accusati di sodomia, compreso il nipote di Hembyze, negarono le accuse, questi furono torturati fino a quando non venne loro estorta una confessione. Furono quindi condannati al rogo e il 28 giugno 1578 vennero arsi vivi sulla piazza Vrijdagmarkt. Altri tre presunti sodomiti furono prima frustati in pubblico e successivamente esiliati.
Allontanatosi nel 1579 da Gand per trasferirsi nel Palatinato, nel 1583 fu richiamato in città per far fronte all'assedio delle truppe di Alessandro Farnese. Accusato di alto tradimento a causa della scoperta di una corrispondenza segreta con Alessandro Farnese, fu decapitato il 23 marzo 1584.